# Bípode

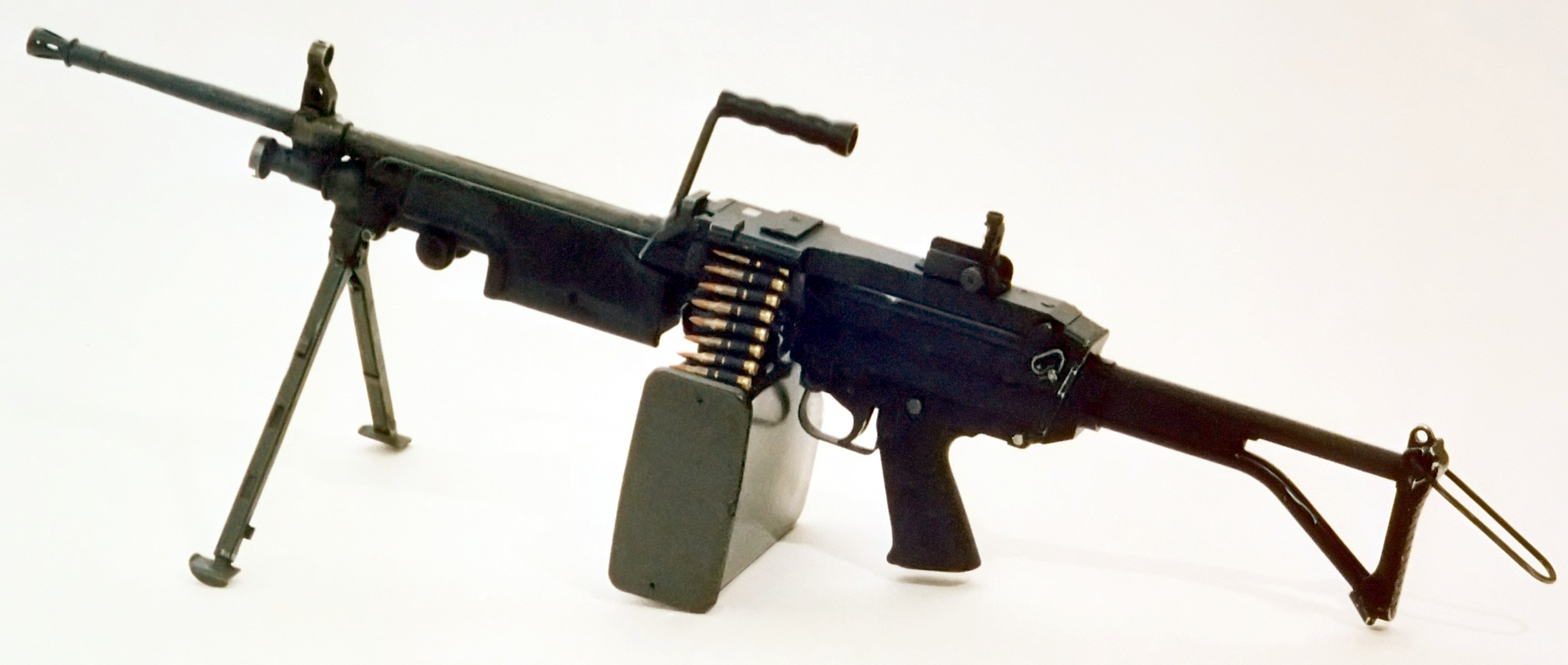
Ametralladora FN Minimi con su bípode.

El bípode es un soporte de dos pies montado bajo el cañón de un arma de fuego, el cual ayuda a sostenerla y estabilizarla. Proporciona una estabilidad significativa a lo largo de dos ejes de movimiento (de lado a lado y de arriba hacia abajo).

## Utilización
Es utilizado en armas largas como rifles (especialmente rifles de francotirador) y ametralladoras para proporcionar al soldado que utiliza el arma una mayor estabilidad y precisión en el disparo. El soporte permite colocar el arma de fuego directamente sobre el suelo o en otras superficies, como paredes o elevaciones.
- Datos: Q232287
- Multimedia: Bipods (weapon components) / Q232287